# Кина на Светском првенству у атлетици на отвореном 2013.
Кина је учествовала на 14. Светском првенству у атлетици на отвореном 2013. одржаном у Москви од 10. до 18. августа четрнаести пут, односно учествовала је на свим првенствима до данас. Кина је пријавила 55 учесника (26 мушкараца и 29 жене) који су се такмичили у 24 дисциплине (12 мушких и 12 женских). Међутим, атлетичари Qianlong Wu (50 км ходање), Shuo Cao (Троскок) и Xiuzhi Lu (20 км ходање) нису били у стартним листама тако да је репрезентацију Кине представљало 52 учесника (24 мушкараца и 28 жена).,
На овом првенству Кина је по броју освојених медаља заузела 22. место са 4 освојене медаља (једна сребрна и три бронзане). Поред медаља, Кина је остварила и следеће резултате: два национална рекорда, један национални рекорд сезоне, три личних рекорда и осам личних рекорда сезоне. У табели успешности према броју и пласману такмичара који су учествовали у финалним такмичењима (првих 8 такмичара) Кина је са 9 учесника у финалу заузела 11. место са 42 бода.
| Плас. | Земља | 1. место | 2. место | 3. место | 4. место | 5. место | 6. место | 7. место | 8. место | Бр. финал. | Бод. |
| ----- | ----- | -------- | -------- | -------- | -------- | -------- | -------- | -------- | -------- | ---------- | ---- |
| 11.   | Кина  | 0        | 1        | 3        | 2        | 0        | 2        | 0        | 1        | 9          | 42   |

## Учесници
| Мушкарци: - Џанг Пјеменг — 100 м, 4х100 м - Бингтјен Су — 100 м, 4х100 м - Сје Џенје — 200 м, 4х100 м - Yin Shujin — Маратон - Xie Wenjun — 110 м препоне - Jiang Fan — 110 м препоне - Liang Jiahong — 4х100 м - Guo Fan — 4х100 м - Чен Динг — 20 км ходање - Целин Цаи — 20 км ходање - Ванг Џен — 20 км ходање - Li Jianbo — 50 км ходање - Xu Faguang — 50 км ходање - Си Тјанфенг — 50 км ходање - Џанг Гуовеј — Скок увис - Ју Ванг — Скок увис - Bi Xiaoliang — Скок увис - Сјуе Чангруеј — Скок мотком - Веј Џанг — Скок мотком - Јанг Јанченг — Скок мотком - Ли Ђинџе — Скок удаљ - Wang Jianan — Скок удаљ - Донг Бин — Троскок - Џао Ћингганг — Бацање копља | Жене: - Zhao Yanmin — 400 м - Wang Chunyu — 800 м - Чангћин Динг — Маратон - Krista Duchene — Маратон - Cao Mojie — Маратон - Јинли Хе — Маратон - Jia Chaofeng — Маратон - Шуђао Ву — 100 м препоне - Tao Yujia — 4х100 м - Li Meijuan — 4х100 м - Liang Xiaojing — 4х100 м - Веј Јунгли — 4х100 м - Љу Хунг — 20 км ходање - Sun Huanhuan — 20 км ходање - Ћејанг Шенђе — 20 км ходање - Сјингђуен Џенг — Скок увис - Ли Линг — Скок мотком - Гунг Лиђао — Бацање кугле - Љу Сјангжун — Бацање кугле - Ли Линг — Бацање кугле - Тан Ђен — Бацање диска - Су Синјуе — Бацање диска - Гу Сију — Бацање диска - Џанг Венсју — Бацање кладива - Ванг Џенг — Бацање кладива - Љу Тингтинг — Бацање кладива - Џанг Ли — Бацање копља - Ли Лингвеи — Бацање копља |  |

## Освајачи медаља (4)

### Сребро (1)
- Чен Динг — 20 км ходање

### Бронза (3)
- Љу Хунг — 20 км ходање
- Гунг Лиђао — Бацање кугле
- Џанг Венсју — Бацање кладива

## Резултати

### Мушкарци
| Атлетичар                                           | Дисциплина    | Лични рекорд        | Предтакмичење               | Предтакмичење               | Квалификације        | Квалификације        | Полуфинале                   | Полуфинале                   | Финале                | Финале               | Детаљи |
| Атлетичар                                           | Дисциплина    | Лични рекорд        | Резултат                    | Место                       | Резултат             | Место                | Резултат                     | Место                        | Резултат              | Место                | Детаљи |
| --------------------------------------------------- | ------------- | ------------------- | --------------------------- | --------------------------- | -------------------- | -------------------- | ---------------------------- | ---------------------------- | --------------------- | -------------------- | ------ |
| Џанг Пјеменг                                        | 100 м         | 10,05 (+1,6 м/с) НР | слободни                    | слободни                    | 10,04 КВ, НР         | 1. у гр 4            | 10,00 НР                     | 5. у гр 2                    | Није се квалификовао  | 9 / 73 (76)          |        |
| Бингтјен Су                                         | 100 м         | 9,92                | слободни                    | слободни                    | 10,16 кв             | 4. у гр 6            | дисквалификован по чл. 162.7 | дисквалификован по чл. 162.7 | Није се квалификовао  | Није се квалификовао |        |
| Сје Џенје                                           | 200 м         | 20,54               |                             |                             | 20,74                | 5. у гр 5            | Није се квалификовао         | Није се квалификовао         | Није се квалификовао  | 27 / 55 (56)         |        |
| Yin Shujin                                          | Маратон       | 2:12:30             |                             |                             |                      |                      |                              |                              | 2:27:19               | 20 / 33 (34)         |        |
| Xie Wenjun                                          | 110 м препоне | 13,28               |                             |                             | 13,59                | 4. у гр. 2           | Нису се квалификовали        | Нису се квалификовали        | Нису се квалификовали | 21 / 33 (34)         |        |
| Jiang Fan                                           | 110 м препоне | 13,47               | 13,87                       | 8. у гр. 1                  | 27 / 33 (34)         |                      | Нису се квалификовали        | Нису се квалификовали        | Нису се квалификовали |                      |        |
| Guo Fan, Liang Jiahong, Џанг Пјеменг2, Бингтјен Су2 | 4 х 100 м     | 38,38 НР            |                             |                             | 38,95 НРС            | 5. у гр 2            |                              |                              | Није се квалификовала | 16 / 22 (23)         |        |
| Чен Динг                                            | 20 км ходање  | 1:17:40             |                             |                             |                      |                      |                              |                              | 1:21:09 ЛРС           |                      |        |
| Cai Zelin                                           | 20 км ходање  | 1:18:47             | 1:25:31                     | 26 / 52 (64)                |                      |                      |                              |                              |                       |                      |        |
| Ванг Џен                                            | 20 км ходање  | 1:17:36 НР          | дисквалификован по чл.230.6 | дисквалификован по чл.230.6 |                      |                      |                              |                              |                       |                      |        |
| Li Jianbo                                           | 50 км ходање  | 3:39:01             | 3:56:13                     | 26 / 46 (61)                |                      |                      |                              |                              |                       |                      |        |
| Xu Faguang                                          | 50 км ходање  | 3:42:20             | 3:57:54 ЛРС                 | 30 / 46 (61)                |                      |                      |                              |                              |                       |                      |        |
| Си Тјанфенг                                         | 50 км ходање  | 3:37:16             | Није завршио трку           | Није завршио трку           |                      |                      |                              |                              |                       |                      |        |
| Џанг Гуовеј                                         | Скок увис     | 2,31                |                             |                             | 2,29 кв              | 3. у гр Б            |                              |                              | 2,29                  | 9 / 25 (34)          |        |
| Yu Wang                                             | Скок увис     | 2,33                | 2,22                        | 10. у гр А                  | Није се квалификовао | 19 / 25 (34)         |                              |                              |                       |                      |        |
| Bi Xiaoliang                                        | Скок увис     | 2,24                | Без пласмана                | Без пласмана                | Није се квалификовао | Није се квалификовао |                              |                              |                       |                      |        |
| Сјуе Чангруеј                                       | Скок мотком   | 5,65                | 5,55 кв                     | 16. у гр А                  | 5,50                 | 12 / 33 (40)         |                              |                              |                       |                      |        |
| Веј Џанг                                            | Скок мотком   | 5,62                | Без пласмана                | Без пласмана                | Није се квалификовао | Није се квалификовао |                              |                              |                       |                      |        |
| Јанг Јанченг                                        | Скок мотком   | 5,80 НР             | 5,25                        | 14. у гр Б                  | Није се квалификовао | 31 / 33 (40)         |                              |                              |                       |                      |        |
| Ли Ђинџе                                            | Скок удаљ     | 8,34                | 7,96 кв                     | 4. у гр А                   | 7,86                 | 12 / 28 (29)         |                              |                              |                       |                      |        |
| Wang Jianan                                         | Скок удаљ     | 8,04                | 7,59                        | 11. у гр Б                  | Није се квалификовао | 23 / 28 (29)         |                              |                              |                       |                      |        |
| Донг Бин                                            | Троскок       | 17,38               | 16,98 кв                    | 3. у гр А                   | 16,73                | 9 / 20 (22)          |                              |                              |                       |                      |        |
| Џао Ћингганг                                        | Бацање копља  | 81,74               | 77,61                       | 11. у гр Б                  | Није се квалификовао | 23 / 33 (34)         |                              |                              |                       |                      |        |

- Атлетичари означени бројем учествовали су у појединачним дисциплина.

### Жене
| Атлетичарка                                    | Дисциплина     | Лични рекорд | Квалификације      | Квалификације      | Полуфинале            | Полуфинале            | Финале                | Финале       | Детаљи |
| Атлетичарка                                    | Дисциплина     | Лични рекорд | Резултат           | Место              | Резултат              | Место                 | Резултат              | Место        | Детаљи |
| ---------------------------------------------- | -------------- | ------------ | ------------------ | ------------------ | --------------------- | --------------------- | --------------------- | ------------ | ------ |
| Zhao Yanmin                                    | 400 м          | 52,49        | 54,03              | 6. у гр. 3         | Нису се квалификовале | Нису се квалификовале | Нису се квалификовале | 32 / 35 (36) |        |
| Wang Chunyu                                    | 800 м          | 2:01,34      | 2:02,05 ЛРС        | 6. у гр. 2         | Нису се квалификовале | Нису се квалификовале | Нису се квалификовале | 24 / 32      |        |
| Чангћин Динг                                   | Маратон        | 2:30:20      |                    |                    |                       |                       | 2:40:13               | 19 / 46 (72) |        |
| Wei Xiaojie                                    | Маратон        | 2:28:05      | 2:46:46            | 28 / 46 (72)       |                       |                       |                       |              |        |
| Cao Mojie                                      | Маратон        | 2:30:19      | 2:49:15            | 34 / 46 (72)       |                       |                       |                       |              |        |
| Јинли Хе                                       | Маратон        | 2:28:31      | Нису завршиле трку | Нису завршиле трку |                       |                       |                       |              |        |
| Jia Chaofenge                                  | Маратон        | 2:27:40      | Нису завршиле трку | Нису завршиле трку |                       |                       |                       |              |        |
| Шуђао Ву                                       | 100 м препоне  | 12,98        | 13,29              | 6. у гр. 1         | Није се квалификовала | Није се квалификовала | Није се квалификовала | 26 / 36 (37) |        |
| Tao Yujia Li Meijuan Liang Xiaojing Веј Јунгли | 4 х 100 м      | 42,23 НР     | 44,22              | 7. у гр 3          |                       |                       | Нису се квалификовале | 17 / 17 (19) |        |
| Љу Хунг                                        | 20 км ходање   | 1:25:46      |                    |                    |                       |                       | 1:28:10               |              |        |
| Sun Huanhuan                                   | 20 км ходање   | 1:27:36      | 1:28:32            | 4 / 51 (62)        |                       |                       |                       |              |        |
| Ћејанг Шенђе                                   | 20 км ходање   | 1:25:16      | 1:31:15            | 15 / 51 (62)       |                       |                       |                       |              |        |
| Сјингђуен Џенг                                 | Скок увис      | 1,95         | 1,92 кв, ЛРС       | 5. у гр А          |                       |                       | 1,93 ЛРС              | 9 / 27       |        |
| Ли Линг                                        | Скок мотком    | 4,54         | 4,55 кв, ЛР        | 3. у гр А          | 4,45                  | 9 / 19 (22)           |                       |              |        |
| Гунг Лиђао                                     | Бацање кугле   | 20,35        | 18,88 КВ           | 3. у гр А          | 19,95                 |                       |                       |              |        |
| Љу Сјангжун                                    | Бацање кугле   | 19,24        | 18,68 кв           | 4. у гр А          | 18,04                 | 30 / 29 (30)          |                       |              |        |
| Ли Линг                                        | Бацање кугле   | 19,95        | 18,19 кв           | 5. у гр Б          | 18,39                 | 6 / 29 (30)           |                       |              |        |
| Џанг Венсју                                    | Бацање кладива | 76,99        | 75,15 КВ, ЛРС      | 1. у гр А          | 75,58 ЛРС             |                       |                       |              |        |
| Ванг Џенг                                      | Бацање кладива | 73,17        | 73,17 КВ, ЛР       | 3. у гр Б          | 74,90 ЛР              | 4 / 19 (22)           |                       |              |        |
| Љу Тингтинг                                    | Бацање кладива | 69.83        | 69,68              | 9. у гр Б          | Није се квалификовала | 14 / 19 (22)          |                       |              |        |
| Џанг Ли                                        | Бацање копља   | 64,74        | 60,16              | 6. у гр Б          | Није се квалификовала | 15 / 27               |                       |              |        |
| Ли Лингвеи                                     | Бацање копља   | 65,11        | 61,51 КВ, ЛРС      | 6. у гр А          | 61,30                 | 8 / 27                |                       |              |        |